# Max Frisch Preis
Max Frisch Preis – szwajcarska prestiżowa nagroda literacka imienia Maxa Frischa fundowana przez miasto Zurych. Przyznawana jest co cztery lata. Jej wartość wynosi 50000 fanków szwajcarskich.

## Laureaci
- 2006 Ralf Rothmann(inne języki)
- 2002 Jörg Steiner(inne języki)
- 1998 Tankred Dorst